# Bolgrad
Bolgrad (em ucraniano:  Болград; Bolhrad; búlgaro e em russo:  Болград; Bolgrad; em romeno:  Bolgrad) é uma pequena cidade no óblast de Odessa no sudoeste da Ucrânia. É o centro administrativo do raion (distrito) homônimo. Em 2011 a população de Bolgrad era estimada em 15 479 habitantes.
Bolgrad é a cidade natal de Petro Poroshenko, bilionário e político ucraniano, eleito presidente de seu país em 2014. Também residiu em Bolgrad o escultor, pintor e professor Mykola Shmatko.